# Callilepis rajani
Espèce
Callilepis rajani est une espèce d'araignées aranéomorphes de la famille des Gnaphosidae.

## Distribution
Cette espèce est endémique d'Uttarakhand en Inde,. Elle se rencontre dans le district de Dehradun.

## Description
La femelle holotype mesure 6,90 mm.

## Publication originale
- Gajbe, 1984 : On three new species of spiders of the genus Callilepis Westring (Family: Gnaphosidae) from India. Records of the Zoological Survey of India, vol. 81, p. 127-133 (texte intégral).